# Sieben Schulen der Wang-Yangming-Lehre
Sieben Schulen der Wang-Yangming-Lehre (chinesisch 王学七派, Pinyin Wángxué qīpài) ist ein Sammelbegriff für verschiedene neokonfuzianische Schulen in der chinesischen Philosophie. Die Lehren von Wang Yangming (1472–1529) 王陽明 (bzw. Wang Shouren 王守仁) dominierten China für mehr als hundert Jahre. Wang Yangming wurde der Repräsentant und Gründer der Yangming-Schule (阳明学派 Yángmíng xuépài). Später spaltete sich diese Schule in sechs kleinere Schulen nach den Gegenden, wo die Vertreter einer jeden Schule geboren wurden, nämlich die Zhezhong-Schule (浙中学派 Zhèzhōng xuépài), Jiangyou-Schule (江右(江西)学派 Jiāngyòu (Jiāngxī) xuépài), Nanzhong-Schule (南中学派 Nánzhōng xuépài), Chuzhong-Schule (楚中学派 Chǔzhōng xuépài), Nördliche Schule (北方学派 Běifāng xuépài) und die Schule von Guangdong und Fujian (粤闽学派 Yuè-Mǐn xuépài).